# Cylindromyia armata
Cylindromyia armata är en tvåvingeart som beskrevs av Aldrich 1926. Cylindromyia armata ingår i släktet Cylindromyia och familjen parasitflugor. Inga underarter finns listade i Catalogue of Life.